# Parco nazionale Forollhogna
Il parco nazionale Forollhogna è un parco nazionale della Norvegia, nelle contee di Trøndelag e di Innlandet. È stato istituito nel 2001 e occupa una superficie di 1.062 km². Il parco ospita il più prolifico branco di renne selvatiche della Norvegia e conta 100 pascoli attivi, specialmente a Midtre Gauldal, Os e Tolga.